# SS Collaroy
El SS Collaroy fue un vapor de ruedas de hierro que viajaba a menudo entre las ciudades australianas de Newcastle y Sidney. El barco recibió su nombre de una estación de ovejas cercana a Cassilis, en el valle de Hunter (Australia). Fue botado en 1853 en Birkenhead, Inglaterra. El nombre del barco es ahora la ubicación del actual suburbio de Collaroy.

## Hundimiento

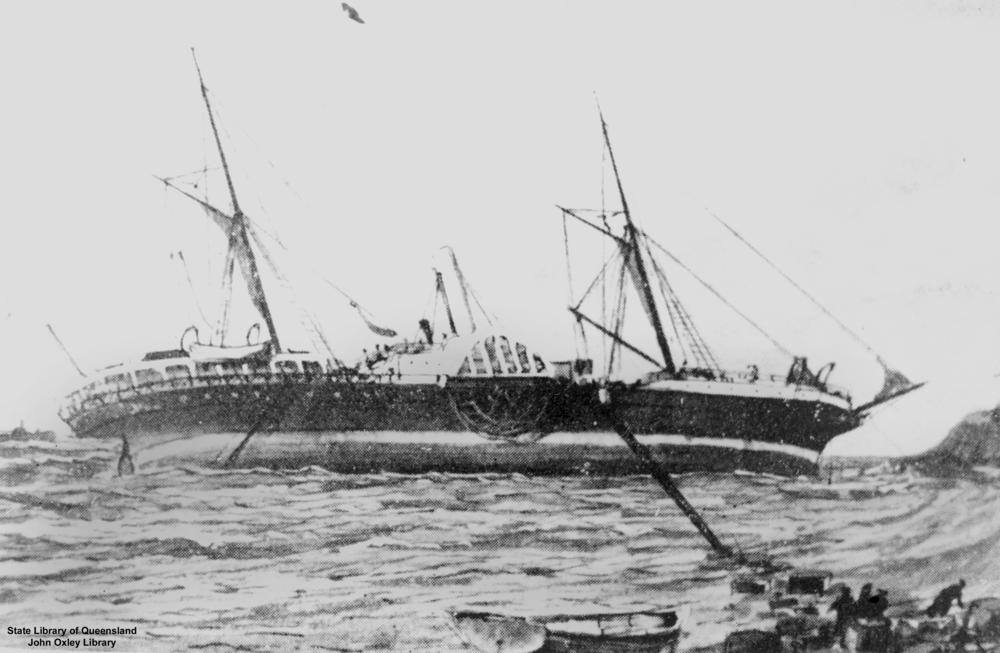
El SS Collaroy varado

En febrero de 1888, el Collaroy fue vendido a su propietario final, Alexander Burns. El barco fue reacondicionado como goleta o bergantín-goleta con aparejo de barquichuelo, sin motor ni remos. El Collaroy zarpó de Sidney alrededor del 24 de abril de 1889 con destino a Eureka, en el condado de Humboldt, California. Llevaba 500 toneladas de carbón y una tripulación de diez personas. 
El barco se encontró con niebla a cinco millas al norte de la entrada del puerto de Eureka el 7 de julio y naufragó. No se registraron pérdidas humanas. Las acciones del capitán Alfred Ball fueron juzgadas como profesionales, competentes y sin culpa.